# Anna Musiałówna
Anna Musiałówna (ur. 6 lutego 1948 w Suchedniowie) – polska tancerka baletowa, fotografka społeczna (socjologiczna), fotoreporterka prasowa, kuratorka wystaw, znana z reportaży prezentujących alternatywę w stosunku do propagandy PRL (m.in. „Minus jeden” w tygodniku „itd.” w 1976 o aborcji), laureatka nagród z zakresu fotografii prasowej.

## Życiorys
Jest córką fotografa Mariana i Wandy Musiałów, jednym z trojga dzieci pary. Wychowała się na zapleczu zakładu fotograficznego, który ojciec prowadził przez ponad 50 lat w Suchedniowie. Matka przeprowadzała rozmowy z klientami zakładu, wysłuchiwała ich historii, co wpłynęło później na postrzeganie przez Musiałównę fotografii jako spotkania z człowiekiem, opowieści, wzbudziło ciekawość w stosunku do spotkanego człowieka.
W 1959 Musiałówna przeprowadziła się do Warszawy i odtąd tu mieszka. Motywacją była inspiracja nauczycielki pracującej w Suchedniowie, Czesławy Czapińskiej, która, jako polonistka organizująca zespół taneczny, zauważyła talent dziewczynki. Musiałówna skończyła Państwową Średnią Szkołę Baletową z internatem w Warszawie. W 1967 uzyskała dyplom zawodowej tancerki i tytuł Artysty Baletu. Szkołę skończyła z wyróżnieniem. Tańczyła w Teatrze Wielkim Opery i Baletu w Warszawie m.in. role Mirty w Giselle i Phrygi w Spartakusie. W 1971 z powodu kontuzji kolana zakończyła karierę. Zajęła się fotografią z inspiracji fotoreportera tygodnika „itd.”, starszego brata Macieja, u którego zamieszkała. Pierwsze zdjęcia zrobiła w Boże Ciało na ulicach Warszawy.
W 1972 w tygodniku „itd.” opublikowano jej pierwszy materiał pt. „Pan doktor wizytuje” przedstawiający pracę lekarza Mariana Bobrowskiego, jedynego lekarza w Wiejskiej Spółdzielni Zdrowia w Mąchocicach. W „itd.” pracowała do 1979 jako starsza fotoreporterka. Następnie do 1983 pracowała w redakcji „Przyjaciółki”. Publikowała w „Na Przełaj” oraz „Razem”. W czasie stanu wojennego zrezygnowała z pracy etatowej.
Fotografowała za granicą. W latach 1976–1977 fotografowała wyprawę naukową do Hindukuszu w Nepalu. Latem 1981 uczestniczyła w prawie trzymiesięcznej wyprawie naukowców z Uniwersytetu Jagiellońskiego na czele ze Zdzisławem Czeppe do Polskiej Stacji Polarnej Hornsund w Barentsburg na Spitsbergenie. Po latach odnaleziono jej dziennik z tej podróży.
W latach 80. XX w. współpracowała z czasopismem „Puls” wydawanym w Londynie. Od 1996 jest stałą współpracownicą tygodnika „Polityka”. Jej fotoreportaże można znaleźć w rubryce „na własne oczy”. Opublikowała ich ponad 150.
W pracy fotoreporterskiej zajmuje się problemami społecznymi: przedstawia dzieci, osoby ubogie, grupy lub osoby pokrzywdzone, osoby chore i wykluczone, niskorosłe, z niepełnosprawnościami. Jeden z jej najgłośniejszych fotoreportaży – „Minus jeden” opublikowany w tygodniku „itd.” w 1976 – dotyczył aborcji i miał stanowić komunikat dla dziewcząt o granicznym i trudnym charakterze takiej decyzji. Za jego publikację zarówno redakcja, jak i fotoreporterka zostali ukarani. Musiałówna nie mogła publikować pod własnym nazwiskiem, więc używała innego. Musiałówna znana jest też z fotoreportaży pt. „Psychiczni z Choroszczy” (1976–1981), „Osobowy 2 klasa” (1978), „Poniżej średniej”, „Nasza jesień 81”, „Rodziny wielodzietne” (1981). Wykonała fotografie do albumu przedstawiającego Polaków i Polki z tytułem „Sprawiedliwy wśród Narodów Świata”: Przywracanie pamięci – Sprawiedliwi wśród Narodów Świata. Fotografuje w świetle zastanym bez flesza. Identyfikuje się jako artysta fotograf.
Pisała też teksty – reportaże publikowane m.in. w „itd.”, „Życiu”, „Odrze”, „Polityce” i „Świecie obrazu”.
Animuje życie fotograficzne w Polsce. Jest współzałożycielką i (od 2008) prezeską Stowarzyszenia Dokumentalistów „Droga”. Skupia fotoreporterów i fotoreporterki prasowe śledzące zmiany w Polsce począwszy od lat 70. XX w. Należy do Związku Polskich Artystów Fotografików, Stowarzyszenia Dziennikarzy Polskich oraz Stowarzyszenia Autorów ZAiKS.
Prowadzi zajęcia edukacyjne i warsztaty reporterskie. Zasiadała w jury konkursów fotograficznych, np. w 2006 w jury Festiwalu Camera Obscura, w 2020 „Suchedniów? Naturalnie!” oraz cyklicznie w jury prac fotograficznych Stowarzyszenia Dziennikarzy Polskich.
W 2011 w ramach stypendium twórczego Ministra Kultury i Dziedzictwa Narodowego przygotowała projekt dotyczący zabytkowego Żyrardowa pt. „Ludzie miasta”. Jej prace prezentowano w galeriach multimedialnych z okazji rocznic, np. Sierpnia 80, Okrągłego Stołu, wybuchu stanu wojennego, Dnia Kobiet i Dnia Dziecka w PRL. Uczestniczyła m.in. w Konkursie Polskiej Fotografii Prasowej (Warszawa 1974 – nagroda, 1975 – nagroda, 1976 – nagroda).
Jej fotografie są przechowywane w zbiorach Związku Polskich Artystów Fotografików, od 2007 w zbiorach Muzeum Historii Fotografii w Krakowie, w katalogach fotografii kolekcjonerskiej oraz w wielu albumach przedstawiających rzeczywistość w Polsce. Od 2019 jej zdjęcia z wyprawy na Spitsbergen, do Hindukuszu, część reporterskich wykonanych w Polsce oraz archiwum jej ojca Mariana (w tym zdjęcia przedwojenne) są dostępne w Wirtualnym Muzeum Fotografii prowadzonym przez Fundację Archeologia Fotografii.
W 2021 jej twórczość została przedstawiona na wystawie Jedyne. Nieopowiedziane historie polskich fotografek w Domu Spotkań z Historią oraz opisana w książce pod tym samym tytułem autorstwa Moniki Szewczyk-Wittek. W 2022 ukazała się jej książka pt. Z drugiej strony szkła. Autoportret fotoreporterki opisująca życie zawodowe i prywatne.

## Życie prywatne
W 1981 zmarł jej partner. M.in. to doświadczenie sprawiło, że podjęła decyzję o wyprawie na Spitsbergen.
W 1986 urodziła syna Jana Andermana. Po rozwodzie wychowywała go samotnie. Mieszkała wówczas na Mazurach.
Korespondowała i przyjaźniła się z Gustawem Herlingiem-Grudzińskim, który w okresie dzieciństwa mieszkał w tej samej wsi, z której pochodzi Musiałówna.
Bliskie związki z Suchedniowem i przywiązanie do rodziny sprawiły, że Musiałówna pracuje nad opracowaniem listów, które pisała do rodziny w okresie nauki w szkole baletowej w Warszawie. Planowana jest publikacja.
Przez przyjaciół zwana jest Hanną. Występuje też pod tym imieniem albo z podwójnym nazwiskiem Musiał-Anderman.

## Wystawy

### Indywidualne
- „Bohaterowie moich oczu”, Muzeum Łużyckie w Zgorzelcu, 2014[5][7][46]
- „Próba przeczekania wiatru. Fotografie ze Spitsbergenu”, Galeria Fundacji Archeologia Fotografii, 2019 (wraz z katalogiem zdjęć)[47][48]

### Grupowe
- „Dokument czasu” – fotografia socjologiczna”[15]
- „Gdzie jesteśmy” – plenerowa wystawa autorów i autorek „Polityki” w miejscowościach nad Morzem Bałtyckim, 2005[15][25]
- „Dokument czasu. Lata 1970–1980”, Stara Galeria ZPAF w Warszawie, 2005[49]
- „Epoka Gierka”[5]
- „Autorzy Polityki”[15]
- „Dokumentalistki – polskie fotografki XX wieku”, Zachęta, 2008[3][15][25][50]
- „Kobiece komórki (Feminie Cellis)” (wraz z Jolantą Rycerską i Barbarą Sokołowską), Stara Galeria ZPAF w Warszawie, 2011–2012[51][52]
- „Z kręgu itd.”, Muzeum Historii Fotografii, 2016[39]
- „Kraj na dorobku. 1960–89”, Warsaw Photo Days „POST SOVIETICUS”, 2017[53]
- „Ostrzej widzieć. Fotoreportaże „itd” 1960–1990”, Dom Spotkań z Historią, 2020–2021[54][55]
- „Jedyne. Nieopowiedziane historie polskich fotografek”, Dom Spotkań z Historią, 2021–2022[34]

### Kuratorstwo
- „Polska lat 70”, 2008[56][57] (wraz z katalogiem wystawy)[58]
- „Warszawa”, 2008[2]
- „Polskie drogi”, Galerii Fotografii Miejskiego Centrum Kultury w Ostrowcu Świętokrzyskim, 2012[59]
- „Droga przez Polskę”, 2014[2][60][44]
- „Warszawa”, 2014[2]
- „Od świtu do zmierzchu – 7 dni życia z pogranicza polsko-niemieckiego”, organizator: Stowarzyszenia Dokumentalistów „Droga”, miejsce: Fundacja Współpracy Polsko-Niemieckiej, 2014[61][62]
- „Kraj na dorobku. 1960–89”, Warsaw Photo Days „POST SOVIETICUS”, 2017[53].